# Vilius Petrauskas
Vilius Petrauskas (ur. 21 stycznia 1974) – litewski strongman.
Jeden z najlepszych litewskich siłaczy. Mistrz Litwy Strongman w roku 2003.

## Życiorys
Vilius Petrauskas jest na Litwie czwartym, najlepszym siłaczem. Mieszka w mieście Poniewież.
Wymiary:
- wzrost 191 cm
- waga 150 kg
- biceps 53 cm
- klatka piersiowa 136 cm

Rekordy życiowe:
- przysiad 330 kg
- wyciskanie 220 kg
- martwy ciąg 350 kg

## Osiągnięcia strongman
- 2003
  - 1. miejsce - Mistrzostwa Litwy Strongman
- 2004
  - 2. miejsce - Mistrzostwa Litwy Strongman
  - 2. miejsce - Drużynowe Mistrzostwa Świata Par Strongman 2004
- 2005
  - 3. miejsce - Mistrzostwa Litwy Strongman
- 2006
  - 2. miejsce - Drużynowe Mistrzostwa Świata Strongman 2006
- 2007
  - 4. miejsce - Drużynowe Mistrzostwa Świata Strongman 2007
  - 4. miejsce - Drużynowe Mistrzostwa Świata Par Strongman 2007
- 2008
  - 1. miejsce - Drużynowe Mistrzostwa Świata Strongman 2008
- 2009
  - 3. miejsce - Drużynowe Mistrzostwa Litwy Strongman[2]